# Lo sciacallo (film 1922)
Lo sciacallo (Quincy Adams Sawyer) è un film muto del 1922 diretto da Clarence G. Badger.

## Produzione
Prodotto dalla Sawyer-Lubin Pictures Corporation, il film fu girato a Del Monte in California. Nel 1912, la Puritan Special Features Company production aveva prodotto Quincy Adams Sawyer (cast sconosciuto) tratto dal romanzo di Pidgin.

## Distribuzione
Il film fu distribuito dalla Metro Pictures Corporation e fu presentato in prima il 27 novembre 1922. Uscì nelle sale il 4 dicembre 1922. In Italia venne distribuito dalla Loew-Metro nel giugno 1924.

### Date di uscita
IMDb
- USA	27 novembre 1922	 (première)
- USA	4 dicembre 1922
- Austria	      1924
- Finlandia	7 aprile 1924
- Germania	1925

Alias
- Die Fahrt in den Tod	Austria
- Im Wirbel der Fluten	Germania
- Las cataratas del diablo	Spagna

Non si conoscono copie ancora esistenti della pellicola che viene considerata presumibilmente perduta.